# Oração

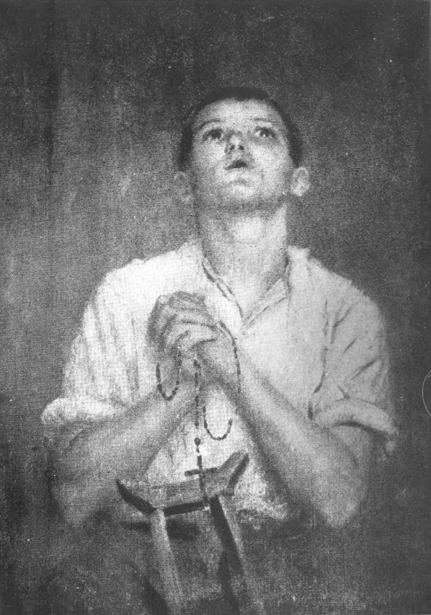
Prece (Eliseu Visconti, 1926).

Oração é um ato religioso que visa ativar uma ligação, uma conversa, um pedido, um agradecimento, uma manifestação de reconhecimento ou, ainda, um ato de louvor diante de um ser transcendente ou divino. Segundo os diferentes credos religiosos, a oração pode ser individual ou comunitária e ser feita em público ou em particular, e pode envolver o uso de palavras ou música. Quando a linguagem é usada, a oração pode assumir a forma de um hino, encantamento, declaração de credo formal, ou uma expressão espontânea, da pessoa fazendo a oração. Existem, segundo as crenças, diferentes formas de oração, como a de súplica ou de agradecimento, de adoração/louvor etc.; da mesma forma, consoante a crença, a oração pode ser dirigida a um Deus, Espírito, ou a uma ideia, com diversos propósitos, havendo pessoas que rezam em benefício próprio, ou para o bem dos outros; ou ainda pela consecução de um determinado objetivo.
A maioria das religiões envolve momentos de oração. Alguns criam ritos especiais para cada tipo de oração, exigindo o cumprimento de uma sequência estrita de ações ou colocando uma restrição naquilo que é permitido rezar; enquanto outros ensinam que a oração pode ser praticada por qualquer pessoa espontaneamente a qualquer momento.
O ato de rezar é algo totalmente pessoal e que deve ter como objetivo principal um foco no encontrar a gratidão e paz pessoal. Quando rezamos é essencial termos como objetivo fazer dessa oração uma forma de atrair boas energias e ser grato pela vida. A Bíblia é repleta de ensinamentos que podemos extrair e aprender. Afinal, Cristo e seus discípulos ensinaram nela múltiplas vezes os benefícios de uma oração e como fazê-la de forma a trazer boas energias.
As pesquisas científicas sobre o uso da oração estudam, na sua maioria, o efeito dela sobre a cicatrização de feridas ou doenças. A eficácia da oração para a cura física por meio de uma divindade tem sido avaliada em diversos estudos, com resultados contraditórios.

## Na crença protestante
A oração, na crença protestante, é a comunicação e o fruto consciente do relacionamento com Deus durante os quais a pessoa louva, agradece, intercede pela vida de outro, pede bênçãos a ele ou a outrem, e através dela pode desfrutar da presença de Deus (este último mais citado no pentecostalismo, que foca mais no Espírito Santo do que outras denominações cristãs).
O propósito da oração (Evangelho segundo Mateus, (Mateus 6:5–13)) não seria o de alterar a vontade de Deus, mas o de obter, para si mesmo e/ou para os outros, bênçãos e graças que Deus já concedeu por intermédio de Jesus Cristo na cruz.
O Espírito Santo é o bem mais precioso de Deus. Logo após a Ascensão do Senhor Jesus na época do Pentecostes, o Espírito Santo então desceu e, como línguas de fogo ("De repente, veio do céu um som, como de um vento muito forte, e encheu toda a casa na qual estavam assentados. E viram o que parecia línguas de fogo, que se separaram e pousaram sobre cada um deles. Todos ficaram cheios do Espírito Santo e começaram a falar noutras línguas, conforme o Espírito os capacitava". Atos dos Apóstolos, capítulo 2, versículos 2-4).

## Na crença católica

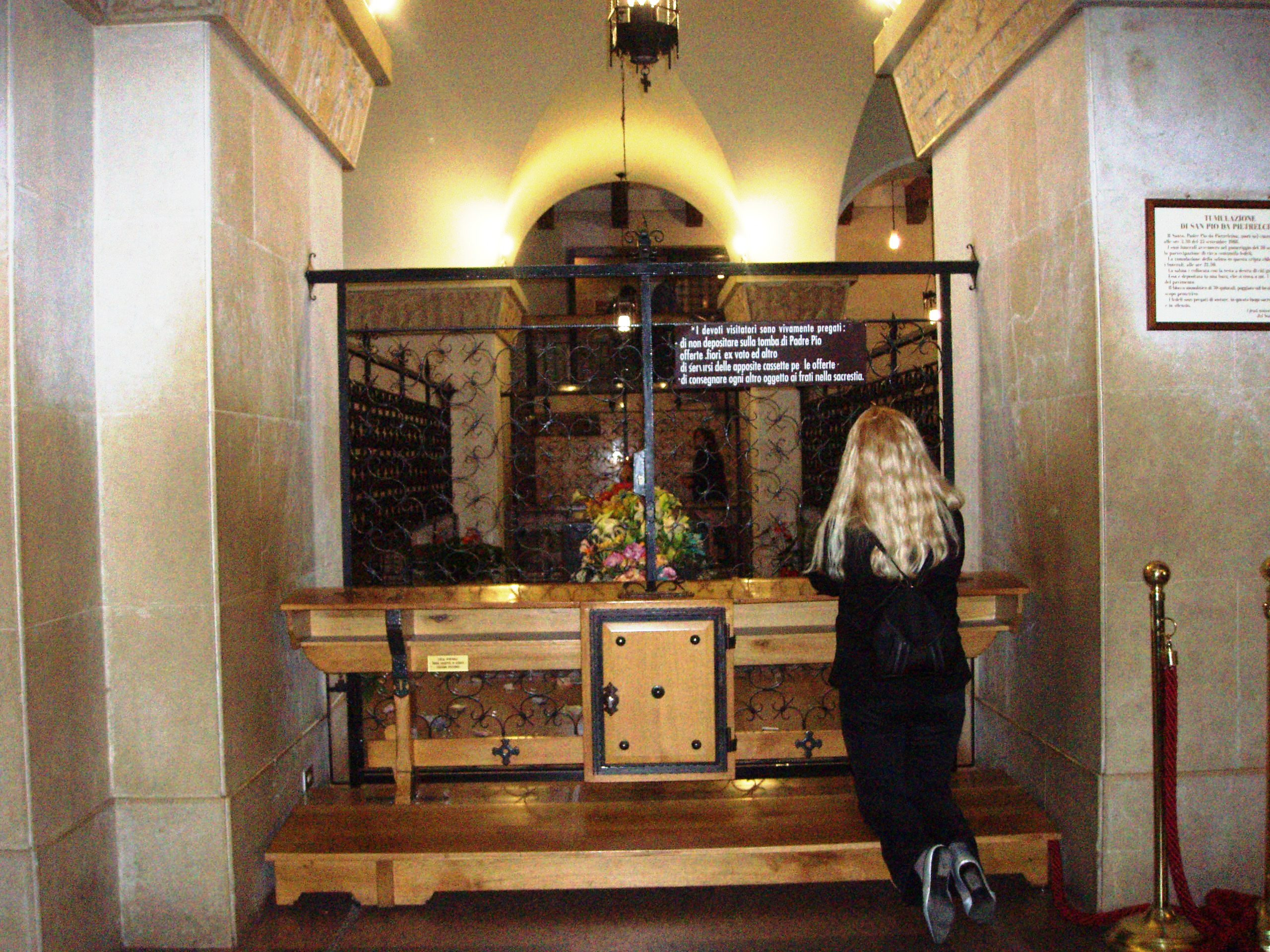
Uma devota reza ao Padre Pio para que interceda pelas suas intenções.

Na Igreja Católica, a oração dirigida a Deus (ou à Virgem Maria e aos Santos para interceder a Deus e junto de Deus) também pode ser considerada uma reza, uma mensagem escrita, oral ou um pensamento de adoração, louvor, súplica, rogo, prece, pedido ou petição, intercessão, agradecimento, expiação, bênção, presença ou unificação.
Segundo a doutrina católica, a oração, ou simplesmente "falar com Deus", é um dom da graça de "Deus que vem ao encontro do homem" e permite o estabelecimento de uma "relação pessoal e viva dos filhos de Deus com o Pai infinitamente bom, com o seu Filho Jesus Cristo e com o Espírito Santo que habita no coração daqueles". Na oração, o crente eleva "a alma a Deus" para O louvar ou pede "a Deus bens conformes à sua vontade". Segundo os católicos, a oração não tem a função de alterar a vontade de Deus, mas somente de obter para si mesmo e/ou para os outros graças, bens ou bênçãos que Deus já estaria disposto a conceder, mas que deveriam ser pedidos primeiro pelo crente.
A oração "pressupõe acreditar num Deus pessoal e na possibilidade de entrar em contato" direto com ele, sendo por isso "a expressão mais espontânea" do "desejo de Deus por parte do homem". Esta desejo humano é testemunhado por "todas as religiões e, em especial, toda a história da salvação, [...] se bem que é sempre Deus que primeiro e incessantemente atrai cada uma das pessoas para o encontro misterioso da oração".
O Santo Rosário é uma oração perfeita porque nela reside a história da nossa salvação meditar os mistérios da vida de Jesus e Maria e incluindo as orações do Credo, o Pai Nosso, a Ave Maria e Glória. Em todas as aparições a Virgem Maria convidou a rezar o terço para a divulgação de bem, para a paz e para obter muitas graças para si mesmo e para os outros, para a conversão e crescimento espiritual.

## Oração no Antigo e Novo Testamentos

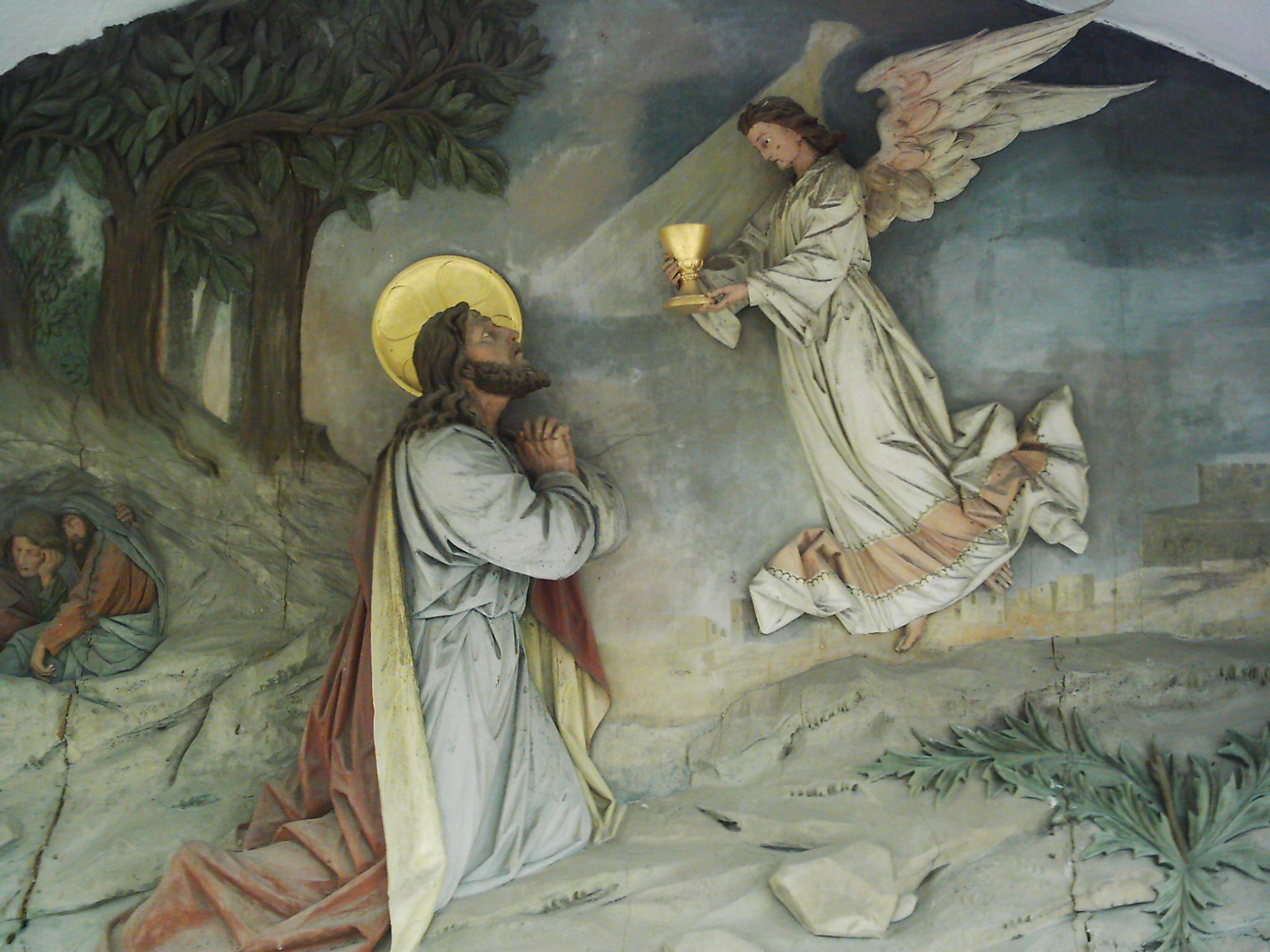
Jesus a rezar no Monte das Oliveiras, pedindo ajuda e força a Deus Pai, antes mesmo de ser traído por Judas Iscariotes. Relevo na igreja de São Conrado, em Berkheim, na Alemanha.

No Antigo Testamento, a oração já estava presente, como por exemplo, nos vários episódios importantes de personagens bíblicos (nomeadamente de Abraão, Moisés, David, Isaías, etc.) e do próprio povo de Deus, sendo os salmos um exemplo da sua expressão. Já no Novo Testamento, Jesus, apesar de estar em íntima comunhão com Deus Pai, é considerado o perfeito modelo e mestre de oração, "orando ao Pai em longas vigílias e em momentos decisivos da sua vida, desde o baptismo no Jordão à morte no Calvário".
Jesus, para além de ensinar o Pai-Nosso (considerado a síntese do Evangelho e, por isso, a oração mais perfeita e mais carregada de significado), ensinou também "os discípulos a oração devota e persistentemente", transmitindo-lhes "as disposições requeridas para uma verdadeira oração". Jesus garantiu-lhes também "que seriam ouvidos sempre que orassem de coração ", porque a oração humana "está unida à de Jesus mediante a fé. N’Ele, a oração cristã torna-se comunhão de amor com o Pai". Aliás, é o próprio Jesus que manda orar conforme suas necessidades: "Pedi e recebereis, assim a vossa alegria será completa" (Evangelho segundo João, capítulo 16, versículo 24).

## Oração na vida da Igreja
O Espírito Santo é o "Mestre interior da oração cristã", porque "forma a Igreja para a vida de oração e a faz entrar cada vez mais profundamente na contemplação e na união com o insondável mistério de Cristo". Por isso, a oração é "inseparável do progresso da vida espiritual" e, em suma, da vida cristã da Igreja e de cada católico. Logo, pouco a pouco, a liturgia foi-se desenvolvendo e tornou-se na "oração oficial da Igreja", com particular destaque para a missa (e a Eucaristia, que "contém e exprime todas as formas de oração") e a Liturgia das Horas. "Paralelamente, desenvolveu-se também a oração devocional (piedade popular), tanto comunitária como individual".
Assim sendo, "as formas essenciais da oração cristã" são "a bênção e a adoração, a oração de petição e a intercessão, a acção de graças e o louvor". Embora a "adoração e louvor a Deus seja a mais perfeita", a oração de petição e intercessão "pelo próprio, por outras pessoas (vivas ou no Purgatório) ou por causas nobres é necessária e meritória". Apesar de toda a oração ter "como destino final" a Santíssima Trindade, isto não impede os cristãos de prestarem devoção e de rezarem "a Nossa Senhora, aos Anjos e aos Santos do Céu como intercessores junto de Deus". Aliás, "a Igreja gosta de orar à Virgem Maria e de orar com Maria, a Orante perfeita", porque ela "mostra-nos o caminho que é o Seu Filho Jesus, o único Mediador junto de Deus Pai". Orações como a Ave-Maria, o Rosário e a Consagração a Nossa Senhora  são exemplos disso.
A oração, que "pressupõe sempre uma resposta decidida da nossa parte", é também considerada um combate "contra si mesmo, contra o ambiente e sobretudo contra o Tentador". O Diabo tenta a todo o custo retirar o crente da oração, através, como por exemplo, da distracção, da preguiça, "das dificuldades e dos insucessos aparentes".
Para concluir, São Pio de Pietrelcina afirma que "a oração bem feita toca o coração de Deus, incitando-o a ouvir-nos. Quando rezamos, que todo o nosso ser se volte para Deus. [...] O Senhor deixar-se-á vencer e virá em nosso auxílio. [...] Reza e espera. Não te agites; a agitação é inútil. Deus é misericórdia e há de escutar a tua oração. A oração é a nossa melhor arma: é a chave que abre o coração de Deus. Deves dirigir-te a Jesus, menos com os lábios do que com o coração".

## Algumas citações bíblicas
- "Oramos ao Pai em nome de Cristo". (Evangelho segundo João, capítulo 14, versículos 13–14 e capítulo 16, versículos 23–24).
- "Se permanecerdes em mim, e as minhas palavras permanecerem em vós, pedireis tudo o que quiserdes e vos será feito". (Evangelho segundo João, capítulo 15, versículo 7).
- Algumas orações deixam de ser respondidas porque de forma alguma representam a vontade de Cristo, mas, sim, emanam do egoísmo humano, segundo a Epístola de Tiago, capítulo 4, versículo 3.
- "Pedi, e dar-se-vos-á; buscai e achareis; batei e abrir-se-vos-á". (Evangelho segundo Mateus, capítulo 7, versículo 7).
- "E, orando, não useis de vãs repetições, como os gentios; porque presumem que pelo seu muito falar serão ouvidos". (Evangelho segundo Mateus, capítulo 6, versículo 7).
- "Também o Espírito, semelhantemente, nos assiste em nossa fraqueza; porque não sabemos orar como convém, mas o mesmo Espírito intercede por nós sobremaneira, com gemidos inexprimíveis." (Epístola aos Romanos, capítulo 8, versículo 26)

## Algumas citações dos mórmons
- "O cântico dos justos pode ser uma oração a Deus". (D&C 25:12).[nota 1]
- "Podemos realmente orar em nome de Cristo se os nossos desejos forem os dele". (D&C 46:30).
- "Algumas orações deixam de ser respondidas porque de forma alguma representam a vontade de Cristo, mas, sim, emanam do egoísmo humano". (D&C 46:9).
- "Realmente, se pedirmos ao Senhor coisas indignas, será para a nossa condenação". (D&C 88:65).
- "Se assim for, pediremos o que é correto, sendo então possível a Deus conceder-nos o que pedimos". (3 Né. 18:20).